# Bitwa pod Chupas
Bitwa pod Chupas – starcie zbrojne, które miało miejsce w roku 1542 podczas hiszpańskiego podboju Peru.
Po śmierci Francisco Pizarro, w Peru doszło do wybuchu drugiej wojny domowej pomiędzy almagrystami (zwolennikami Diego de Almagro Młodszego) a królewskim wysłannikiem Cristóbalem Vaca de Castro, który w czerwcu 1542 r. przybył do Limy. Dnia 16 września 1542 r. na płaskowyżu Chupas doszło do decydującej bitwy pomiędzy obiema stronami. De Castro zdecydował się na natychmiastowy atak, chcąc przed zmierzchem rozstrzygnąć losy bitwy na swoją korzyść. W końcu po kilkugodzinnej walce szala zwycięstwa przechyliła się na korzyść królewskiego wysłannika. Po obu stronach poległo ponad 200 osób (pizarryści stracili do 300 żołnierzy), ale to mniejsze liczebnie siły almagrystów zostały całkiem rozbite. Wielu żołnierzy dobili po bitwie okoliczni Indianie, którzy rabowali ciała poległych. Diego de Almagro Młodszemu udało się zbiec do Cuzco, gdzie został jednak pojmany i z rozkazu de Castro ścięty. 